# Dyssochroma
Genre
Dyssochroma est un genre de plantes de la famille des Solanaceae.

## Liste d'espèces
Selon NCBI (9 avr. 2012) :
- Dyssochroma viridiflora